# Detomidină
Detomidina este un medicament miorelaxant, analgezic și sedativ derivat de imidazol, fiind utilizat pentru sedarea cabalinelor și bovinelor. Calea de administrare disponibilă este cea intravenoasă.